# Konstantinos Tsimikas
Konstantinos "Kostas" Tsimikas, född 12 maj 1996 i Thessaloniki, är en grekisk fotbollsspelare som spelar för Liverpool.

## Meriter

### Liverpool
- FA-cupen: 2022
- Engelska Ligacupen: 2022, 2024
- Community Shield: 2022